# Collecte des eaux de pluie au Canada

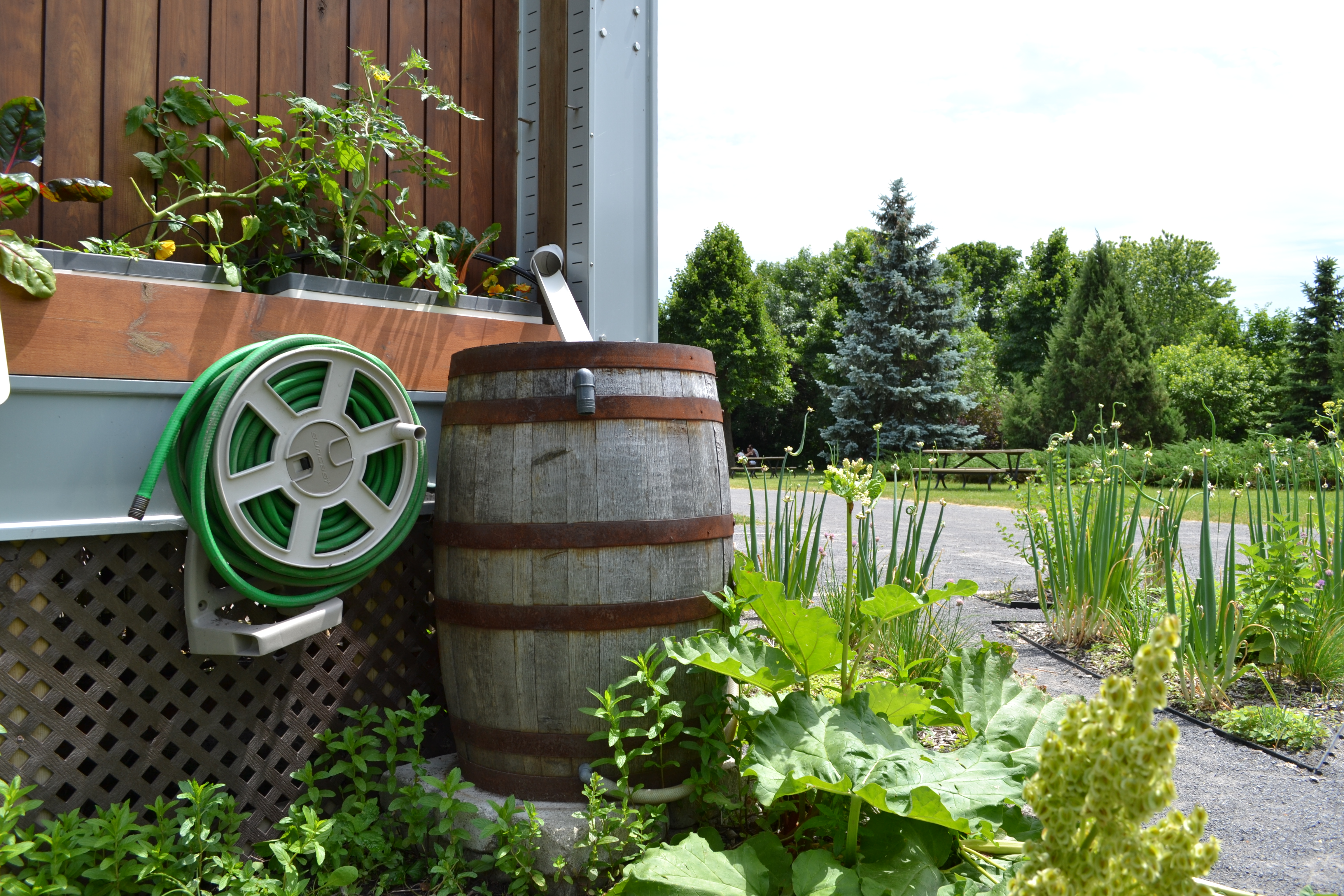
Un petit bassin de récupération des eaux pluviales au Québec.

La collecte de l'eau de pluie devient une procédure que de nombreux Canadiens incorporent dans leur vie quotidienne, bien que les données ne donnent pas les chiffres exacts sur la mise en œuvre. L'eau de pluie peut être utilisée à plusieurs fins, notamment pour la réduction des eaux pluviales, l'irrigation, la lessive et les toilettes portatives. En plus des coûts bas, la collecte des eaux de pluie est utile pour l'irrigation des terres.
Des lois provinciales et municipales sont en place pour réglementer les droits et les utilisations de l'eau de pluie captée. Depuis le milieu des années 2000, il y a eu une réforme substantielle des droits de propriété du Canada, mais il y a encore beaucoup d'ambiguïté dans la législation de nombreuses provinces.
Plusieurs organisations et entreprises se sont développées au Canada pour fournir éducation, technologie et installation pour la récupération de l'eau de pluie. Ceux-ci comprennent la Canadian Association for Rainwater Management (CANARM), Canadian Mortgage and Housing Corporation (CMHC), et CleanFlo Water Technologies. La CANARM est une association qui donne la priorité à l'éducation, à la formation et à la sensibilisation des personnes entrant dans l'industrie de la collecte des eaux de pluie.

## Droits de propriété
Le National Plumbing Code permet la collecte de l'eau de pluie pour la chasse d'eau des toilettes non portatives et l'irrigation extérieure partout au Canada. Le droit de récolter et d'utiliser l'eau de pluie est déterminé par le gouvernement provincial et les règlements municipaux. Cependant, la majorité des provinces n'ont aucune loi importante. La loi de capture n'est pas bien définie et elle varie pour les utilisations résidentielles et non-domestiques. Lors de la construction d'un système de stockage d'eau de pluie, il est nécessaire que la conception suive de près les codes provinciaux et les règlements municipaux. Plusieurs publications et rapports ont été développés par le Canadian Mortgage and Housing Corporation (CMHC) afin d'aider les Canadiens à concevoir et à installer des systèmes de captage d'eau de pluie conformes à ces codes, règlements et lois.

### Droits de propriété provinciaux
De nombreuses provinces ont souligné le peu ou pas de droits de propriété provinciaux relatifs à l'eau de pluie. Voici la liste des provinces avec certaines lois provinciales. Cependant, de nombreuses municipalités locales ont adopté des règlements énonçant des critères pour les contenants de collecte et de stockage, parmi d'autres articles liés à la collecte de l'eau de pluie.

#### Alberta
L'Alberta dispose d'un ensemble de lignes directrices pour la collecte des eaux pluviales à usage résidentiel. Ils sont recommandés pour la conception, la construction et l'entretien sures de systèmes de collecte d'eau de pluie résidentiels. Les directives fournissent des détails supplémentaires à ce qui est présent dans le code actuel et prend en charge la conformité au CAN/CSA 128.1 Design and Installation of Non-Potable Water Systems/Maintenance and Field Testing of Non-Potable Water Systems. Les exigences du Code du bâtiment de l'Alberta et du National Plumbing Code ont préséance sur ces directives. En plus des lignes directrices, un manuel a été élaboré pour mieux comprendre les composantes techniques des lignes directrices.

#### Colombie-Britannique

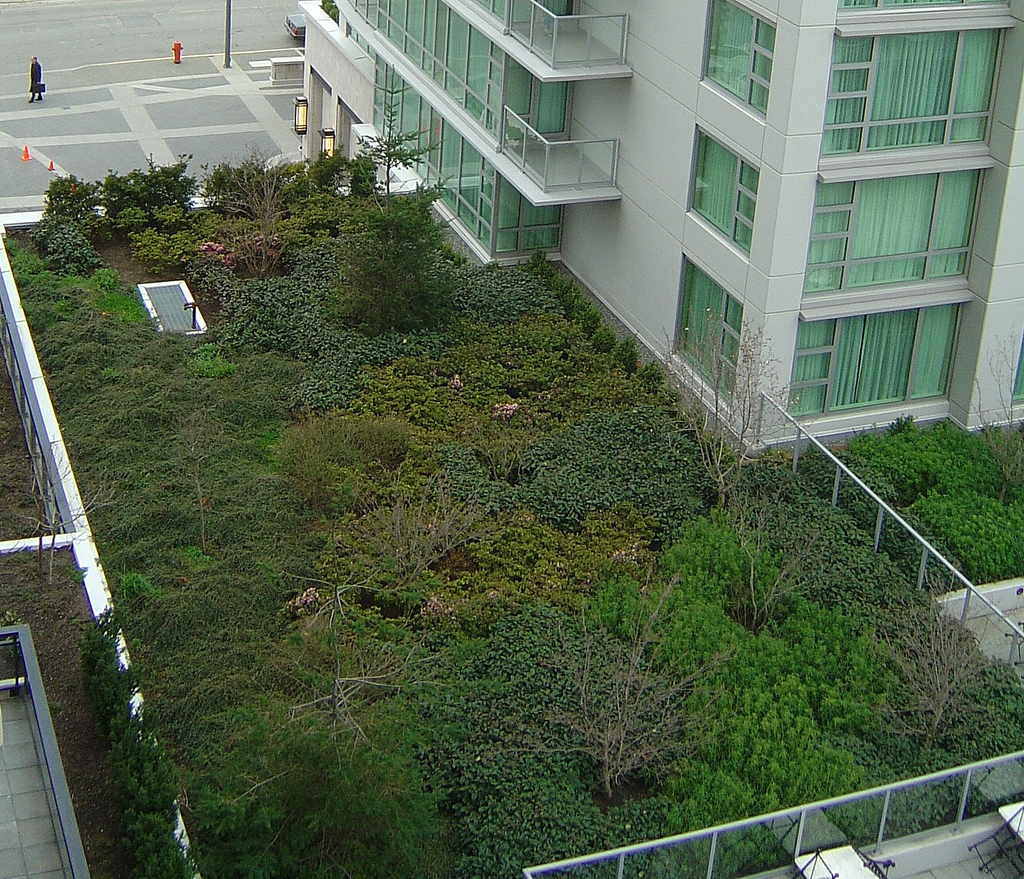
Le toit vert du Victoria BC Marriott..

L'eau de pluie en Colombie-Britannique semble être une propriété commune assujettie à la law of capture. Effectivement, l'eau de pluie n'appartient à personne et tout le monde jusqu'à ce qu'elle soit captée. Bien que les propriétaires fonciers n'aient aucun intérêt dans l'eau tant qu'elle n'est pas captée, leur droit de récolter l'eau de pluie n'est pas restreint et n'est pas soumis aux préoccupations des utilisateurs d'eau en aval. L'eau de pluie n'est pas incluse dans le système d'allocation prioritaire due la Water Act. La position probable de la common law ne reconnaît pas les droits corrélatifs des autres utilisateurs à partager équitablement la ressource commune en eau de pluie.

#### Ontario
En Ontario, la province autorise l'utilisation de l'eau de pluie pour les chasses d'eau, les toilettes et urinoirs, ainsi que pour les systèmes d'irrigation souterrains superficiels et profonds. Un grand nombre de normes et règlements ont été mis en place concernant les bassins versants, les réseaux de transport et les conteneurs de stockage, dans l'Ontario Guidelines for Residential Rainwater Harvesting Systems. Puisque la température pendant les mois d'hiver en Ontario descend sous zéro, l'eau de pluie présente un risque élevé de gel. Par conséquent, la province de l'Ontario accorde une grande importance aux lignes directrices, pour s'assurer que l'eau de pluie se trouve dans un environnement à température contrôlée. En outre, pour éviter le gel dans le réseau de tuyaux, l'eau doit être correctement contrôlée par des contrôles de vidange et de température. Divers systèmes et scénarios ont été décrits concernant la gestion du débordement, la pressurisation et la prévention du reflux.

## Applications de la collecte de l'eau de pluie au Canada

### Agriculture

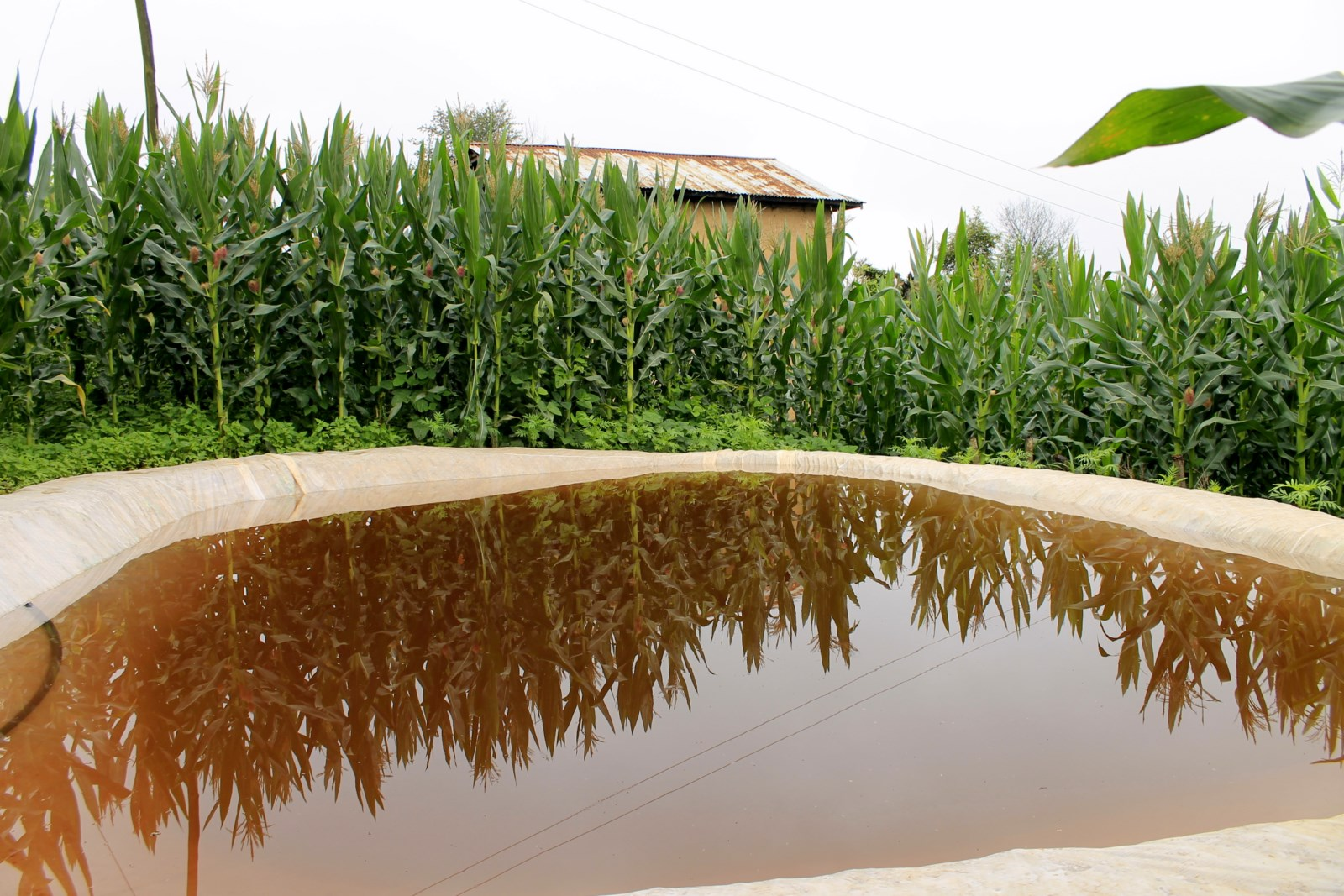
Une piscine de récupération d'eau de pluie pour l'irrigation et pour le bétail.

Au Canada, la récolte de l'eau de pluie utilisée comme moyen d'irrigation n'est pas populaire chez les agriculteurs. En raison d'une augmentation de l'ecofarming, de nombreux agriculteurs ont mis en place ces systèmes. Les utilisations de l'eau de pluie récoltée pour l'agriculture comprennent l'irrigation et l'eau pour le bétail. Souvent, l'eau recueillie est redirigée vers une fosse profonde avec percolation..

### Leadership in Energy and Environmental Design (LEED)
Leadership in Energy and Environmental Design (LEED) est un système de notation reconnu comme la marque d'excellence internationale pour la construction écologique dans 150 pays. Cela inclut le Canada tel que reconnu par le Canada Green Building Council. Ils donnent des points pour l'obtention de certifications aux bâtiments avec des technologies de récupération d'eau de pluie mises en place. Ces crédits comprennent les éléments suivants: Contrôles de quantité et de qualité des eaux pluviales pour réduire le ruissellement (runoff), augmenter la réutilisation et arrêter les polluants; aménagement paysager efficace pour la réutilisation de l'eau de pluie; technologies innovantes en matière d'eaux usées pour des applications non potables telles que les chasses d'eau et les eaux de traitement; efficacité de l'eau pour réduire le fardeau sur les réseaux municipaux d'approvisionnement en eau et de traitement des eaux usées; et contenu recyclé pour utilisation dans les matériaux de récupération de l'eau de pluie.

### Industrie

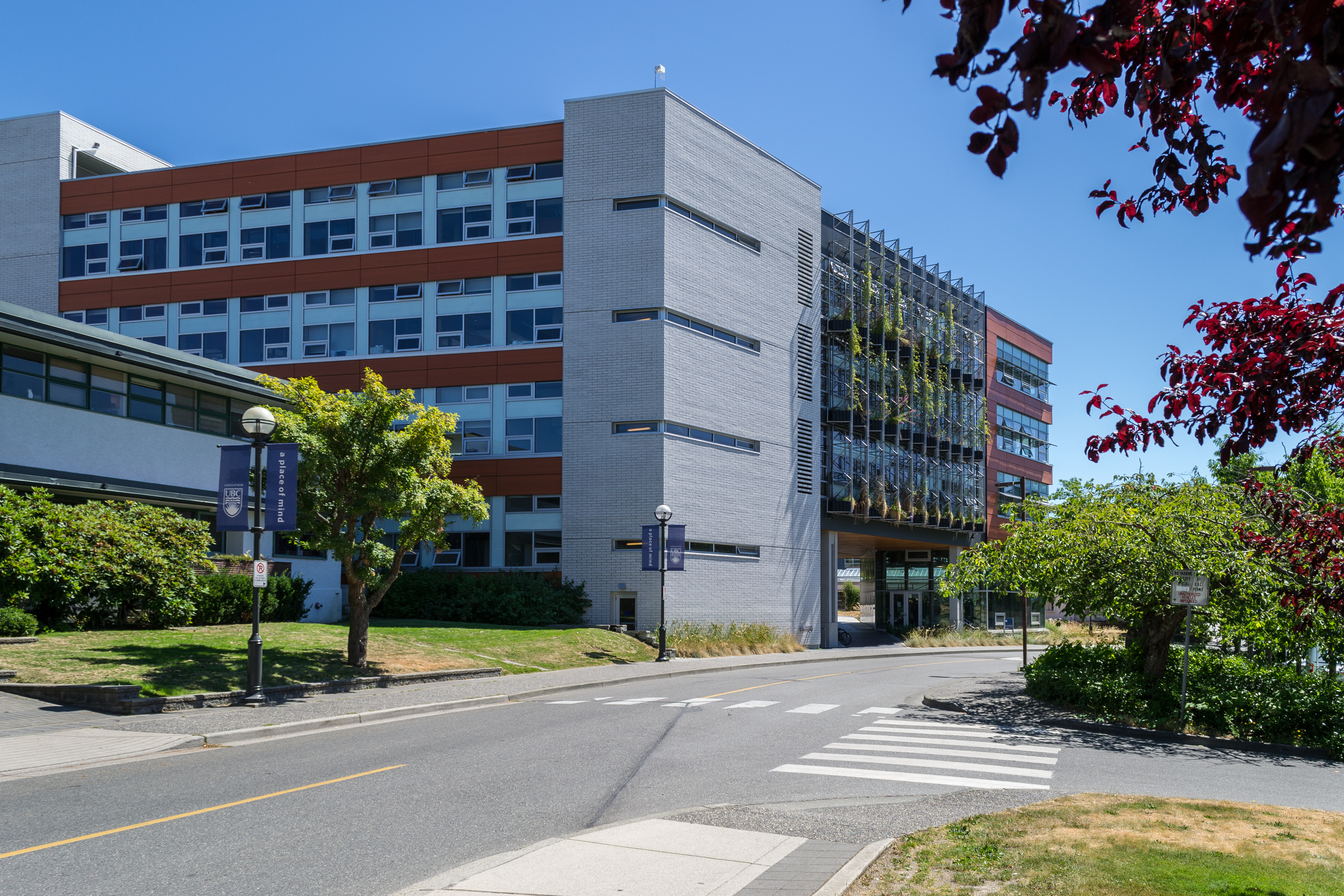
Le Centre for Interactive Research on Sustainability utilise les méthodes de captage des eaux de pluie, ce qui l'a aidé à devenir le premier bâtiment LEED Platinum de l'Université de la Colombie-Britannique.

À l'instar de l'agriculture, la collecte de l'eau de pluie au Canada à des fins industrielles n'est pas très répandue. Si l'eau de pluie est utilisée pour des usages industriels ou commerciaux, une grande citerne est généralement mise en place. Ces citernes peuvent contenir jusqu'à 40 000 litres d'eau. Dans la région du Grand Toronto, où les températures hivernales sont bien au-dessous du point de congélation, les citernes sont placées dans des zones à température contrôlée, comme un stationnement souterrain ou un sous-sol. Le Centre for Interactive Research on Sustainability de l'Université de la Colombie-Britannique (UBC) utilise diverses méthodes de captage d'eau de pluie pour la plomberie, le chauffage et le refroidissement. Les données ne sont pas disponibles sur le nombre de bâtiments ou d'entreprises mettant en œuvre la collecte des eaux pluviales.

### Résidentiel
La collecte de l'eau de pluie pour un usage résidentiel peut être facilement réalisée en plaçant un réservoir sous un tuyau de descente à l'extérieur de la maison. Il existe également une utilisation dans les toitures végétales pour irriguer les plantes naturellement, en fournissant un système de refroidissement et en régulant la condensation. Au Canada, les règlements et la législation sont encore en cours d'élaboration pour la récupération de l'eau de pluie et la réutilisation des eaux grises (eau utilisée pour la lessive, les douches et les éviers ).

## Impacts et avantages potentiels

### Impacts
Dans les zones où l'eau est rare, la collecte des eaux de pluie peut réduire la consommation d'eau souterraine et l'eau à son tour peut être utilisée pour recharger les eaux souterraines. Pendant les mois d'été au Canada, la pratique peut réduire la pression sur les systèmes municipaux et est donc considérée comme une excellente alternative «verte» pour l'approvisionnement en eau.
Au Canada, la récupération de l'eau de pluie peut avoir un impact sur les débits environnementaux et les utilisateurs d'eau en aval. Le cycle hydrologique contient des eaux de surface, des eaux souterraines et des eaux pluviales. Les effets sur le cycle hydrologique seraient significatifs si l'eau de pluie devenait une solution avantageuse pour la qualité et la disponibilité de l'eau. Cependant, les effets de cette pratique sur un bassin versant sont encore inconnus et d'autres recherches doivent être effectuées. 

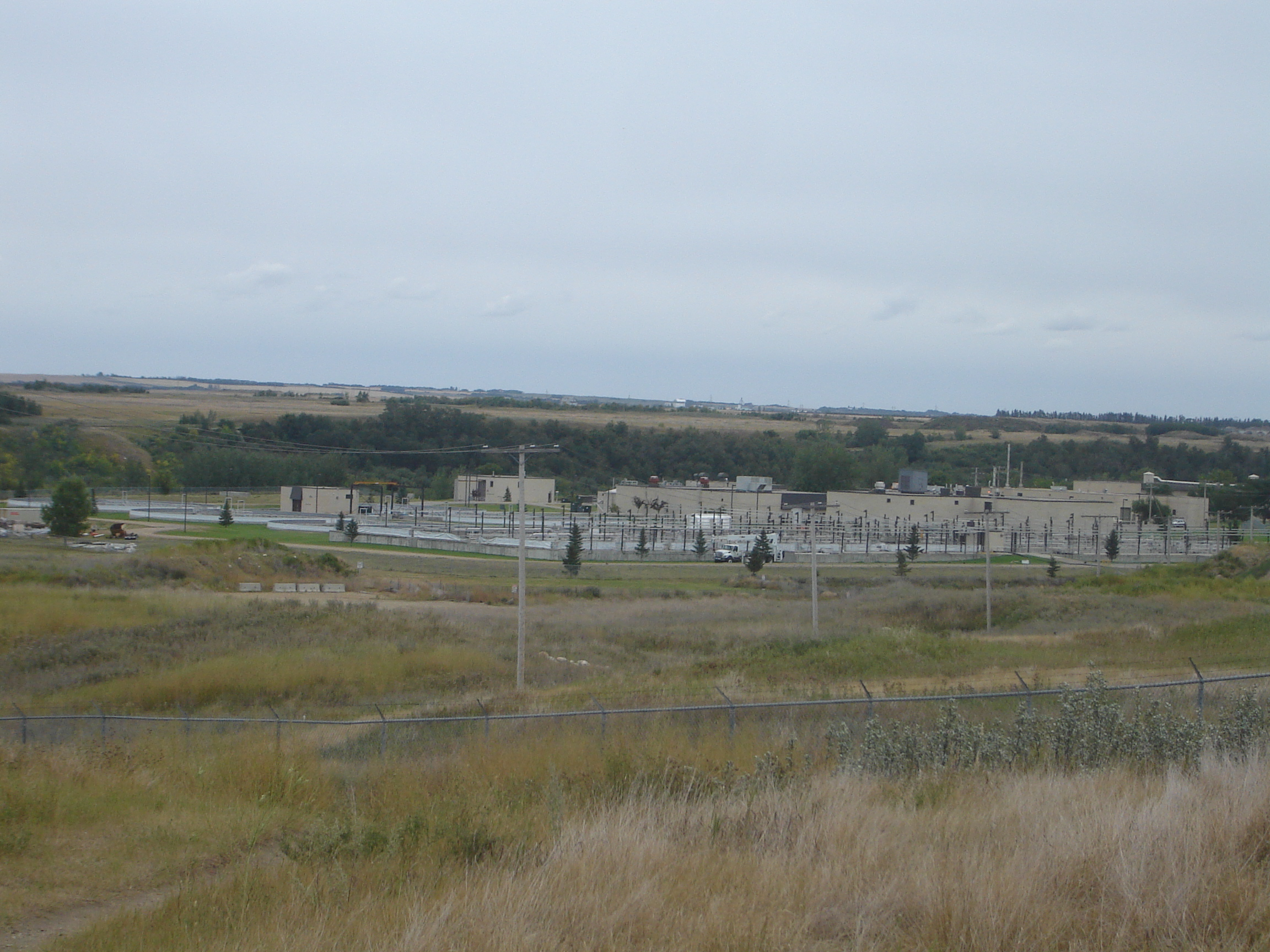
Usine de traitement des eaux usées de Saskatoon.

Alors que la majorité du pays n'a pas encore fait face à des problèmes de pénurie d'eau, on pense que les possibilités pour que cela se produise vont augmenter à cause du changement climatique. Cependant, un exemple de ces problèmes est la région de l'Okanagan en Colombie-Britannique. À l'heure actuelle, 89,5% de l'eau de surface utilisée comme source est limitée en raison des restrictions de permis. En raison des faibles volumes de précipitations tout au long de l'année, une augmentation de la collecte des eaux pluviales pourrait faire en sorte que moins d'eau soit disponible pour les détenteurs de permis qui sont en aval.

### Avantages
La collecte des eaux de pluie peut limiter la perturbation de l'hydrologie naturelle en réduisant la couverture imperméable, en augmentant l'infiltration sur place, en réduisant ou en éliminant la pollution provenant du ruissellement des eaux pluviales et en éliminant les contaminants. En outre, il peut réduire l'utilisation de l'eau potable ou d'autres ressources en eau de surface/souterraines naturelles disponibles près des sites d'irrigation paysagère. La collecte des eaux de pluie entraîne également une réduction de la production d'eaux usées et de la demande d'eau potable. De plus, cela réduit le fardeau sur les réseaux municipaux d'approvisionnement en eau et de traitement des eaux usées.